# CORE (servizio di ricerca)
CORE, acronimo di Connecting Repositories, è un servizio fornito dal Knowledge Media Institute avente sede presso la Open University, in Regno Unito. L'obbiettivo del progetto è quello di aggregare tutti i contenuti ad accesso aperto distribuiti in diversi sistemi, come i repository e le riviste ad accesso aperto, di arricchire questi contenuti utilizzando il text mining e il data mining e di fornire un accesso gratuito ad essi attraverso una serie di servizi. Il progetto CORE mira anche a promuovere l'accesso aperto ai risultati accademici. CORE lavora a stretto contatto con le biblioteche digitali e i depositi istituzionali.

## Descrizione
Esistono sistemi commerciali di ricerca accademica, come Google Scholar, che forniscono servizi di ricerca e di accesso, ma non supportano l'uso di API o di dump di dati, limitando l'ulteriore riutilizzo dei contenuti open access (ad esempio, col text mining e il data mining). Esistono tre livelli di accesso ai contenuti:
- accesso alla granularità dei documenti;
- accesso analitico e granularità delle collezioni;
- accesso programmabile ai dati.

L'accesso automatico programmabile è la caratteristica principale che distingue CORE da Google Scholar e Microsoft Academic Search.

## Storia
La prima versione di CORE fu lanciata nel 2011 da Petr Knoth con l'obbiettivo di rendere più facile l'accesso e l'estrazione testuale di grandi quantità di pubblicazioni di ricerca. Il valore aggiunto dell'aggregazione fu dimostrato per la prima volta sviluppando un sistema di raccomandazione dei contenuti relativo ai documenti di ricerca, che seguiva le idee introdotte da Don R. Swanson. Fin dall'inizio, CORE ricevette il sostegno finanziario di diverse fonti, tra cui il Jisc e la Commissione europea. CORE aggrega documenti da tutto il mondo; nel 2017 fu calcolato che aveva indicizzato documenti che provenivano da 102 Paesi in 52 lingue. È l'aggregatore nazionale di riferimento nel Regno Unito per i contenuti ad accesso aperto, che raccoglie metadati e pubblicazioni full-text sia da database di editori britannici che da archivi istituzionali e tematici.
CORE opera come uno strumento di ricerca unico per i risultati ad accesso aperto del Regno Unito. L'importanza del servizio è stata ampiamente riconosciuta da Jisc, che ha suggerito che CORE dovrebbe conservare le risorse necessarie per sostenere la sua operatività e che dovrebbe esplorare un modello di sostenibilità internazionale. CORE è divenuto uno dei progetti del Repository Shared Services, insieme a Sherpa Services, IRUS, Jisc Publications Router e OpenDOAR.
Nel 2018, CORE ha dichiarato di essere il più grande aggregatore al mondo di documenti di ricerca ad accesso aperto. Sulla base dei principi fondamentali dell'accesso aperto, così come sono stati descritti nella Budapest Open Access Initiative, i contenuti ad accesso aperto non solo devono essere apertamente disponibili per il download e la lettura, ma devono anche consentire il loro riutilizzo, sia da parte degli esseri umani che delle macchine. Di conseguenza, era necessario sfruttare il riutilizzo dei contenuti, fatto che fu reso possibile con l'implementazione di un'infrastruttura tecnica. Il progetto CORE è partito con l'obbiettivo di collegare metadati e risultati full-text, offrendo servizi a valore aggiunto mediante l'aggregazione dei contenuti e aprendo nuove opportunità nel processo di ricerca.
In seguito, CORE ha cambiato la licenza dei suoi dataset inserendo la dicitura "tutti i diritti riservati". Fu superato da Internet Archive Scholar, che nel 2022 contava oltre 25 milioni di articoli full-text contro i meno di 10 milioni di CORE.

## Accesso programmabile ai dati CORE
I dati CORE possono essere consultati attraverso un'API o scaricati come dump di dati pre-elaborati e arricchiti semanticamente.

## Funzionalità di ricerca
CORE offre un accesso navigabile a una collezione di oltre 125 milioni di risultati di ricerca ad accesso aperto. Tutti i risultati possono essere consultati e scaricati gratuitamente e presentano restrizioni limitate al riutilizzo. È possibile ricercare i contenuti di CORE utilizzando una ricerca a faccette. CORE fornisce anche un sistema di raccomandazione dei contenuti tra i vari archivi basato sulle pubblicazioni con testo completo. La raccolta dei risultati è disponibile sia osservando gli ultimi caricamenti sia navigando per data. CORE è stato selezionato da un autore su Jisc nel 2013 come uno dei 10 migliori motori per la ricerca ad accesso aperto, che facilita l'accesso ai documenti accademici.

## Uso analitico dei dati di CORE
La disponibilità di dati aggregati e arricchiti da CORE offre l'opportunità di sviluppare nuovi servizi analitici per la letteratura scientifica. Questi ultimi possono essere utilizzati, ad esempio, per monitorare la crescita e le tendenze della ricerca, convalidare la conformità ai mandati di accesso aperto e sviluppare nuove metriche automatiche per valutare l'eccellenza della ricerca.
Secondo il Registry of Open Access Repositories, il numero di finanziatori è passato da 22 unità nel 2007 a 34 nel 2010 e poi a 67 nel 2015, mentre il numero di mandati istituzionali per il full-text e l'accesso aperto è passato da 137 unità nel 2007 a 430 nel 2015.

## Applicazioni
CORE offre 8 applicazioni:
- CORE API: fornisce un luogo di accesso per sviluppare applicazioni che utilizzano la collezione di contenuti open access di CORE.[21]
- CORE Dataset: fornisce l'accesso ai dati aggregati da CORE a partire dai repository e ne consente l'ulteriore manipolazione.[22]
- CORE Recommender: può collegare un repository istituzionale al servizio CORE e suggerire risorse semanticamente correlate.[23]
- CORE Repository Dashboard: è uno strumento per i gestori dei repository o per gli amministratori dei risultati della ricerca. Lo scopo del Repository Dashboard è quello di fornire il controllo sui contenuti aggregati e di aiutare nella gestione e nella validazione delle collezioni e dei servizi offerti dai repository.[24] È integrato nell'Institutional Repository Usage Statistics (IRUS-UK), un progetto finanziato da Jisc che funge da servizio di aggregazione delle statistiche di utilizzo dei repository a livello nazionale nel Regno Unito.[25]
- CORE Analytics Dashboard: aiuta le istituzioni a comprendere e monitorare l'impatto della loro attività pubblicistica di ricerca.[26]
- CORE Search: consente agli utenti di effettuare ricerche e accedere ai documenti di ricerca.[27]
- CORE Publisher Connector: fornisce l'accesso agli articoli Gold e Hybrid Gold Open Access aggregati dai sistemi non standard dei principali editori. I dati sono esposti tramite il protocollo ResourceSync.[28]
- i CORE SDK: forniscono l'accesso ai contenuti per i programmi. Il CORE SDK R è disponibile gratuitamente ed è principalmente gestito dalla comunità. L'obbiettivo è massimizzare la produttività e l'analisi dei dati, la prototipazione e la migrazione.